# Vittore Partecipazio
Vittore Partecipazio (Venezia, ... – ...; fl. IX secolo) è stato un vescovo e patriarca italiano della repubblica di Venezia, patriarca di Grado dall'877 fino ad una data sconosciuta.

## Biografia
Membro della famiglia patrizia dei Parteciaci e figlio del doge di Venezia Orso, era prete nella chiesa di San Silvestro quando venne dal padre nominato patriarca nell'877. Tra i suoi primi atti vi fu la risoluzione della contesa che aveva a lungo contrapposto il padre al predecessore Pietro Marturio in merito alla nomina del vescovo di Torcello. Vittore confermò infatti la nomina dell'eunuco Domenico Caloprino, sostenuto dal doge, ma teoricamente ineleggibile sulla base del diritto canonico.